# لیگ هندبال بوندس‌لیگای زنان

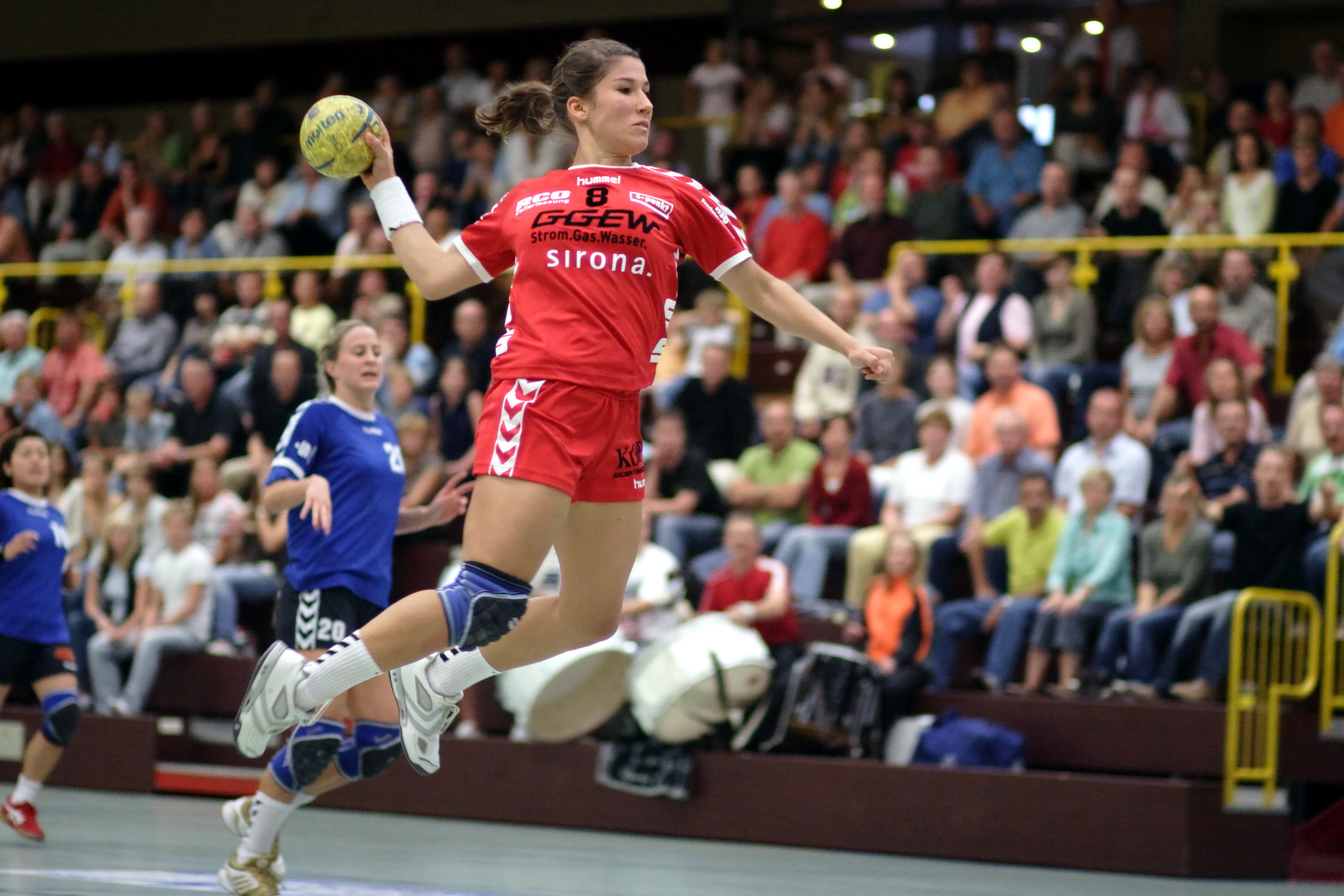
در تصویر مارا فریتون هندبالیست آلمانی در چارچوب لیگ هندبال بوندس‌لیگای زنان (۲۰۰۶) و در ورزشگاه وستستادهال در حال پرتاب توپ به سمت دروازه حریف می‌باشد.

لیگ هندبال بوندس‌لیگای زنان لیگ برتر و حرفه‌ای هندبال در کشور آلمان می‌باشد که مختص زنان برگزار می‌شود. این لیگ تحت نظر کنفدراسیون فوتبال اروپا برگزار می‌گردد. تعداد تیم‌های شرکت‌کننده در این لیگ ۱۲ تیم می‌باشد. تیم برتر این لیگ در لیگ قهرمانی هندبال زنان اروپا(به انگلیسی: EHF Women's Champions League)، جام برندگان هندبال زنان اروپا (به انگلیسی: EHF Women's Cup Winners' Cup) و جام هندبال زنان اروپا (به انگلیسی: Women's EHF Cup) شرکت می‌کند.